# ستيفن سكوت
ستيفن سكوت (بالإنجليزية: Stephen Scott)‏ هو عازف بيانو أمريكي، ولد في 13 مارس 1969 في كوينز في الولايات المتحدة.

## وصلات خارجية
- ستيفن سكوت على موقع ميوزك برينز (الإنجليزية)
- ستيفن سكوت على موقع أول ميوزيك (الإنجليزية)
- ستيفن سكوت على موقع ديسكوغز (الإنجليزية)